# Mala Grabovnica (gmina Brus)
Mala Grabovnica (cyr. Мала Грабовница) – wieś w Serbii, w okręgu rasińskim, w gminie Brus. W 2011 roku liczyła 78 mieszkańców.